# Jana Vojteková
Jana Vojteková (* 12. August 1991 in Trnava) ist eine slowakische Fußballnationalspielerin. Sie ist Rekordnationalspielerin ihres Landes. 

## Karriere

### Vereine
Vojteková begann ihre Karriere beim MTK Leopoldov. Am 7. August 2006 verließ sie Leopoldov und wechselte zu Slovan Duslo Sala. Im August 2012 verließ Vojteková Slovan Duslo Sala und wechselte zum Ligarivalen ŠK Slovan Bratislava. Am 4. August 2013 wechselte sie aus der Slowakei zu SV Neulengbach. Am 24. Juni 2015 wechselte sie gemeinsam mit Landsfrau Dominika Škorvánková zum Frauen-Bundesliga Team SC Sand. 2019 wechselte sie zum Ligakonkurrenten SC Freiburg und unterschrieb dort einen Zweijahresvertrag.
Vojteková verließ den SC Freiburg im Sommer 2023. Sie hatte für die Badener 75 mal in der Bundesliga gespielt. Zur Saison 2023/24 wechselte sie zum FC Basel.

### Nationalmannschaft
Vojteková steht im Kader der A-Nationalmannschaft der Slowakei.
In der Qualifikation für die EM 2025 kam sie in den sechs Gruppenspielen zum Einsatz. Die Slowakinnen qualifizierten sich als Gruppendritte für die Play-offs, wo sie an Wales scheiterten, wobei sie ebenfalls eingesetzt wurde. Danach kam sie noch nicht wieder zum Einsatz.

## Erfolge
Nationalmannschaft
- Istrien-Cup-Finalist 2015

Vereine
- DFB-Pokal: Finale 2016, 2017 (mit dem SC Sand) und 2023 (mit dem SC Freiburg; ohne Einsatz)